# Норакс

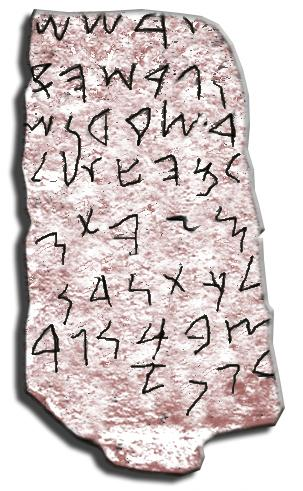
Норийская стела.

Норакс (др.-греч. Νώραξ, лат. Norax) — в древнегреческой мифологизированной истории сын Эрифии (дочери царя Тартесса, великана Гериона) и Гермеса.
Норакс возглавил поход иберов и вывел тартесскую колонию на Сардинию, где основал самый древний на острове город Нора. Об этом пишет Павсаний в «Описании Эллады» (Кн. X: Фокида, гл. XVII): «4. После Аристея в Сардинию прибыли иберы; начальником их отряда был Норак; ими был построен город Нора. Этот город сохранился в памяти живущих на этом острове как первый построенный здесь. А о Нораке они говорят, что он был сыном Эрифии, дочери Гериона, и Гермеса». 
Вслед за Павсанием Гай Юлий Солин в сочинении «О чудесах мира» (IV, 1) пишет, что Норакс — эпоним Норы, добавляя, что Нора была колонией Тартесса. Норакс также упоминается в сочинениях Гая Саллюстия Криспа («Истории». Кн. 2, фрагм. 4) и у Стефана Византийского в его этногеографическом словаре «Этника» в статье «Эрифия».
Однако, по представлениям современных историков, господство Тартесса, если оно имело место в действительности, продолжалось в Норе недолго. Археологическое присутствие иберов в Норе не засвидетельствовано. Но в тексте «норийской стелы» — камня с финикийской надписью IX—VIII века до н. э., восстанавливается топоним Trss. Это упоминание Тартесса (Таршиша) указывает на возможные связи финикийских поселений Сардинии с Испанией.